# Relief Land

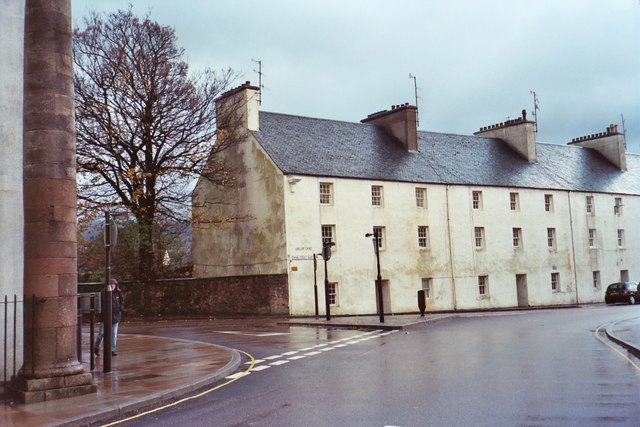
Relief Land

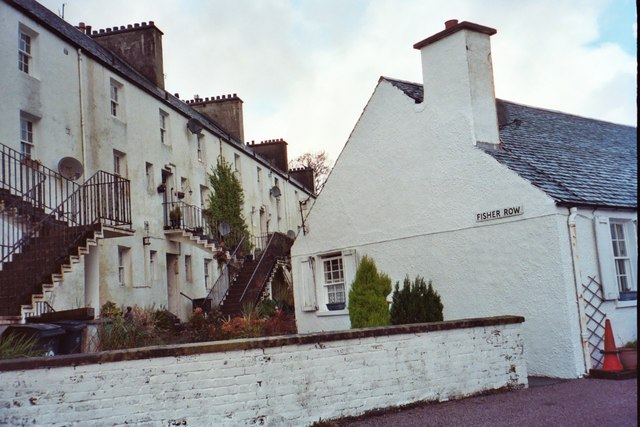
Rückseite der Gebäudezeile

Als Relief Land wird eine Gebäudezeile entlang der Main Street in der schottischen Stadt Inveraray bezeichnet. Die Gebäude befinden sich direkt südlich der Inveraray Parish Church und liegen somit direkt an der A83, die den Süden der Region bis zur Halbinsel Kintyre an den Central Belt anschließt. 1966 wurde Relief Land als Ensemble in die schottischen Denkmallisten in der höchsten Kategorie A aufgenommen.

## Beschreibung
Relief Land besteht aus fünf baugleichen Einzelhäusern, die in geschlossener Bauweise entlang der Straße gebaut wurden. Sie wurden im Jahre 1779 fertiggestellt und weisen die Merkmale der schlichten Georgianischen Architektur auf. Die Gebäude sind dreistöckig und entlang der Vorderfront mit Sprossenfenstern ausgestattet, welche symmetrisch jeweils mittig eingelassene Eingangstüren umgeben. Sie schließen mit schiefergedeckten Satteldächern ab. Alle Fassaden sind in der traditionellen Harling-Technik verputzt. Entlang der Rückseite besitzt jedes der Häuser eine außenliegende Treppe, die neueren Datums ist. Die Gebäude werden als Wohnhäuser genutzt.